# Frankenstein (pel·lícula de 1931)
Frankenstein és una pel·lícula de terror estatunidenca de James Whale, estrenada el 1931.

## Argument
Henry Frankenstein, un jove savi, vol crear artificialment la vida. Afaiçona un cos humà a partir de trossos de cadàvers. Però en lloc de procurar-li un cervell sa, el seu ajudant, Fritz, li proveeix el d'un assassí.

## Repartiment
- Colin Clive: Henry Frankenstein
- Boris Karloff: El Monstre
- Mae Clarke: Elizabeth
- John Boles: Henry Clerval
- Edward Van Sloan: El professor Waldmann
- Dwight Frye: Fritz
- Frederick Kerr: El baró Frankenstein
- Marylin Harris: La petita Maria
- Lionel Belmore: Vogel, El burgmestre

## Al voltant de la pel·lícula
- Mary Shelley, la filla del filòsof William Goodwin i de l'autora feminista Mary Wollstonecraft, dona del poeta anglès Percy Bysshe Shelley, no tenia més que 19 anys quan va escriure Frankenstein o el Prometeu modern el 1816.
- En el paper del monstre, sota la màscara creada pel maquillador Jack Pierce, un desconegut malgrat les seves aproximadament setanta pel·lícules rodades abans, William Henry Pratt, que es farà cèlebre a la història del cinema sota el nom de Boris Karloff, per a la seva creació particularment original a Frankenstein.

## Vídeos
Talls de la pel·lícula: (anglès)
- Primer tall (durada: 02 min 28 s)
- Segon tall (durada: 05 min 20 s)
- Tercer tall (durada: 03 min 24 s)